# La bruja
La bruja (La bruixa) és una sarsuela en tres actes, amb música de Ruperto Chapí i llibret de Miguel Ramos Carrión i Vital Aza. Va ser estrenada al Teatro de la Zarzuela de Madrid el 10 de desembre de 1887 amb un èxit aclaparador. La producció va ser a càrrec de l'empresari teatral Felipe Ducazcal, llavors arrendatari del Teatro de la Zarzuela; l'orquestra va ser dirigida per Gerónimo Giménez. Chapí va dir respecte de l'èxit de l'obra: « de l'èxit de La bruja em resten dues vertaderes satisfaccions: la d'haver apuntalat l'edifici de la butxaca, que ja tenia massa forats, i la d'haver contestat amb una obra a les no poques amoroses raons de tant de babau que en teoria va pel món intentant capgirar-lo »
Chapí va aprofitar l'avinentesa que la nova empresa del Teatro de la Zarzuela, encapçalada per Ducazcal, voldria donar un nou impuls a la sarsuela dita « gran », que en aquella època havia perdut rendibilidad degut per una banda a l'increment dels costos de producció i per altra a la competència del « teatre per hores » o « género chico ». En aquesta nova aproximació a la sarsuela gran, després de l'anterior intent de l'any 1884 amb El milagro de la virgen, Chapí aconsegueix fer una obra ambiciosa, propera al drama líric, amb densitat en la trama i amb una música innovadora, en la qual s'hi ha volgut identificar fins i tot alguna influència wagneriana.
La configuració de les veus és típica, amb la parella protagonista formada per soprano i tenor; la mateixa de la parella còmica formada per Rosalía i Tomillo. Cal una gran orquestra al fossat: flautí, flauta, oboè, corn anglès, 2 clarinets, 2 fagots, 4 trompes, 2 cornetins, 3 trombons, timbales, caixa, tabal, bombo, arpa, orgue, instruments de corda i orquestra de plectre.
La bruja incorpora al gènere un nou alè dramàtic a través d'un tema poc habitual i d'una trama rocambolesca i poc creïble, la d'una dona amb doble personalitat: per una banda la d'una bella i encisadora jove que enamora a Leonardo, i per l'altra la d'una vella bruixa que té espaordida la rodalia.

## Sinopsi
Lloc: Vall de Roncal i Pamplona, Navarra
Temps: final del segle xvii, sota el regnat de Carles II

### Antecedents
En un bosc, el jove Leonardo, valent i somniador pagès va veure una bellíssima dona banyant-se en el riu, de la cual va caure bojament enamorat.

### Acte I
Quadre 1
Leonardo viu amb Magdalena, la dona que l'ha criat, i la filla d'aquesta: Rosalía. Els homes i dones del poble es congreguen al voltant de la llar, on es dediquen a narrar contalles fantàstiques. Tomillo conta que ha vist una vella bruixa que li ha demanat ajut per a travessar el riu. Però no tothom el creu, sobretot el rector, que adverteix contra les supersticions. Però Tomillo mostra una prova fefaent: un dobló d'or que la bruixa li va donar en prova de gratitud. El rector, amoïnat, envia la concurrència a casa, donant per acabada la reunió.
Magdalena està preocupada per l'afecte creixent entre la seua filla Rosalia i Tomillo. Li demana al jove que deixe de pretendir la seua filla, almenys fins que haja fet prou fortuna com per a merèixer-la. Entra Leonardo i Tomillo li pregunta per les cabòries que el tenen taciturn i pensatiu des de fa temps. Leonardo li confessa que s'ha enamorat d'una dona misteriosa que fa un any va veure al riu. Des de llavors no ha tornat a veure-la, però la bruixa li ha insistit que tinga paciència i al remat la farà la seua muller. Tomillo es mostra sorprès de la relació de Leonardo amb la bruixa, i més quan el seu amic li confesa que pot invocar la seua ajuda tocant una trompa màgica tres vegades.
Tomillo, sense poder resistir la temptació, invoca la bruixa en un descuit de Leonardo. La bruixa apareix; desconcertada però amable concedeix un desig a Tomillo, un centenar de doblons perquè puga casar-se amb Rosalia.
Leonardo i la bruixa es queden a soles. Aquesta li confessa que en realitat és víctima d'un sortilegi provocat per un amant rebutjat, i que a causa d'aquest encanteri té l'aspecte d'una dona centenària. Només l'amor vertader d'un home podrà salvar-la; un home que vaja a combatre a la guerra i guanye la victòria en la contesa. Leonardo s'adona que la vella bruixa és la jove que va veure al riu i no dubta a jugar-se la vida, partint a la guerra d'Itàlia.
La irrupció d'un grup de xicots provoca la precipitada partida de la bruixa. Davant l'estupor dels presents Tomillo comunica el seu pròxim casament amb Rosalia, mentre que Leonardo anuncia la seua immediata incorporació a l'exèrcit.

### Acte II
Quadre 2
Han transcorregut dos anys i a la plaça del poble hi ha una festa per celebrar el bateig de dos bessons de Tomillo i Rosalia. Quan els assistents ixen per acudir al joc de pilota, torna Leonardo convertit en capità. Es troba amb Tomillo i li confessa la seua inquietud per saber si s'ha desfet l'encanteri de la bruixa. Tomillo li diu que no, que la bruixa s'ha fet encara més vella. Leonardo, impacient, agafa la trompa i se'n va al castell per veure-la.
Els camperols tornen contents del joc de pilota, però l'alegria acaba amb l'arribada de l'inquisidor qui invita a tots a anar a capturar la bruixa. El poble el segueix de mala gana, i Tomillo i Rosalia prenen una altra drecera paral·lela per posar en guàrdia la bruixa i Leonardo.
Quadre 3
Al castell en ruïnes Leonardo crida a la bruixa i, en aparèixer, li lliura la banda com a prova de victòria. La bruixa va recuperant la joventut fins a tornar a ser Blanca, la bella dona de qui Leonardo es va enamorar. Apleguen Tomillo i Rosalía i els avisen de l'arribada de l'inquisidor. Blanca s'amaga i l'inquisidor l'obliga a eixir. Leonardo intenta defensar-la, però ella li demana que no ho faça, perquè un enfrontament amb la Inquisició podria tenir conseqüències fatals per a ambdós. Blanca és feta presonera.

### Acte III
Quadre 4
En un quarter de la ciutat de Pamplona, Leonardo confessa als seus companys oficials que la seua estimada ha estat tancada en un convent; d'aquesta manera la Inquisició vol que ella prove la seua innocència professant com a monja. Els companys de Leonardo li ofereixen ajut per a rescatar Blanca del convent, però ell hi refusa, manifestant que ja ha elaborat un pla de fuita.
Quadre 5
Al claustre del convent Leonardo, Tomillo, Magdalena i Rosalía tracen un pla. Com al convent estan esperant un frare exocista per treure els dimonis a Blanca, decideixen que Leonardo es disfressarà de frare i es farà passar pel dit exorcista. Tomillo, Rosalia i Magdalena —aquesta abillada amb la capa de bruixa— aconsegueixen rescatar-la.

## Números musicals

### Acte I
1. Preludi
2. Cor de filadores: Al amor de la lumbre
3. Escena: Basta ya de vino y juego
4. Romanç morisc de Rosalía: Pues, señor, esto era un rey
5. Toc de queda: La triste queda ya sonó
6. Tercet de Rosalía, Tomillo i Magdalena: Chito, que ya mi madre
7. Cançó de Leonardo: ¡Noche oscura que amedrentas!
8. Racconto de Leonardo: En una noche plácida
9. Quartet de Tomillo, Rosalía, la bruixa i Leonardo: ¡Oh, ya está aquí!
10. Duo de la bruixa i Leonardo: ¡Así, así te quiero yo!
11. Cercavila: Señá Magdalena, venid por acá
12. Escena: ¡No estéis en la calle!
13. Jota: No extrañéis no que se escapen

### Acte II
1. Cor: Hoy todos celebran
2. Escena i racconto de Tomillo: Allí sale Tomillo
3. Escena i cor: Ya presentó a la Virgen
4. Cor de pilotaris: En la plaza ya la gente
5. Arietta de Leonardo: Todo está igual, parece que fue ayer
6. Escena i zortzico: Al cabo los dos pueblos
7. Cor: Marchemos todos sin dilación
8. Duo de Leonardo i la bruixa: ¡Por fin llegué! ¡No hay nadie!
9. Final: ¡Ese rumor! ¡Silencio!

### Acte III
1. Brindis: En tanto que la guerra
2. Rataplan: Retírase el soldado
3. Cor d'educandes: Et que nos inducas in tentationem
4. Duo de Leonardo i la bruixa, amb cor: Aquí ya está el padre
5. Escena de Blanca: Inquieto late el pecho mío
6. Tercet de les bruixes: ¡La campana ha sonado!
7. Final